# André Kuhnert
André Kuhnert (* 2. Februar 1986, alternativ: Qnerd) ist ein deutscher Radiomoderator und Webvideoproduzent.

## Leben und Karriere
Nach dem Abitur absolvierte er 2005 eigenen Angaben nach ein Praktikum beim Hamburger Radiosender alsterradio. Von 2006 bis 2008 besuchte er die Akademie für Publizistik in Hamburg und machte bei Radio Hamburg eine Ausbildung zum Journalisten. Anschließend arbeitete er dort als Moderator und Redakteur, bis er 2016 in das Team der Radio Hamburg Morningshow mit John Ment und Birgit Hahn wechselte.
2016 eröffnete er einen YouTube-Kanal, wo er regelmäßig Videos (unter anderem über Radio Hamburg) veröffentlichte. Er verwendet dort seinen Alternativnamen Qnerd, der sich aus seinem Nachnamen und dem Begriff Nerd ableitet. Im gleichen Jahr war er Kandidat bei Wer wird Millionär? und gewann bei Günther Jauch 64.000 Euro. Zudem erstellte er 2014 einen Account auf der Streaming-Plattform Twitch und streamt dort regelmäßig Spiele oder tauscht sich mit seinen Zuschauern aus.
Ab 2017 moderierte er den Oster-Mega-Hit-Marathon, eine Ostersendung bei Radio Hamburg, die 65 Stunden dauert. Während er 2017 und 2018 zusammen mit Tim Gafron zu zweit moderierte, moderierte er von 2019 bis 2022 im größeren Team zu sechst oder zu siebt.
Zusammen mit John Ment und Birgit Hahn gewann Kuhnert 2017 den Deutschen Radiopreis in der Kategorie „Beste Morgensendung“.
Seit April 2017 betreibt Kuhnert zusammen mit dem YouTuber Alexander Böhm (AlexiBexi) und Jens Herforth den Podcastkanal randomtainment. 2019 gewann er damit den Podcastpreis in der Kategorie „Bildung“.
Er lebt in Hamburg und ist verheiratet.

## Auszeichnungen
- 2017: Deutscher Radiopreis in der Kategorie Beste Morgensendung (zusammen mit John Ment und Birgit Hahn)
- 2019: Podcastpreis in der Kategorie Bildung (zusammen mit Alexander Böhm (AlexiBexi) und Jens Herforth)